# Sławomir Krzosek
Sławomir Krzosek – polski leśnik, doktor habilitowany nauk rolniczych, profesor w Szkole Głównej Gospodarstwa Wiejskiego w Warszawie, specjalista od mechanicznej technologii drewna.

## Kariera naukowa
W 1988 roku na Wydziale Technologii Drewna Szkoły Głównej Gospodarstwa Wiejskiego w Warszawie uzyskał tytuł magistra inżyniera w zakresie mechanicznej technologii drewna. W 1989 roku został zatrudniony na tejże uczelni, a w 1998 roku na tym samym wydziale uzyskał stopień doktora nauk rolniczych w zakresie drzewnictwa na podstawie rozprawy pt. Badanie gęstości jako kryterium wytrzymałościowej jakości iglastej tarcicy konstrukcyjnej, której promotorem był Witold Dzbeński. W 2010 roku ten sam wydział nadał mu stopień doktora habilitowanego nauk rolniczych w dyscyplinie drzewnictwa na podstawie pracy pt. Wytrzymałościowe sortowanie polskiej sosnowej tarcicy konstrukcyjnej różnymi metodami.